# Kyla Kenedy
Kyla Kenedy (nascida em 4 de fevereiro de 2003) é uma atriz norte-americana, mais conhecida por seu papel no telefilme Raising Izzie e por seu papel recorrente na série de sucesso da televisão da AMC, The Walking Dead como Mika Samuels.

## Filmografia
| Ano  | Título               | Papel                     | Notas     |
| ---- | -------------------- | ------------------------- | --------- |
| 2012 | The Yellow Wallpaper | Sarah Weiland, com 3 anos |           |
| 2012 | The Three Stooges    | Menina de balão           |           |
| 2012 | Raising Izzie        | Izzie                     | Telefilme |
| 2013 | Hidden Away          | Young Sage                | Telefilme |
| 2014 | Reality              | Reality                   |           |

| Ano     | Título                         | Papel           | Notas                                                                        |
| ------- | ------------------------------ | --------------- | ---------------------------------------------------------------------------- |
| 2011    | CSI: Crime Scene Investigation | Fiona Chambliss | 1 episódio                                                                   |
| 2012    | Doc McStuffins                 | Tamara          | 1 episódio                                                                   |
| 2012-13 | The New Normal                 | Rebecca         | 3 episódios                                                                  |
| 2013–15 | The Walking Dead               | Mika Samuels    | 4ª temporada (recorrentes; 5 episódios) 5ª temporada (convidada; 1 episódio) |